# Dorothea von Benckendorff
Dorothea von Benckendorff, (in russo: Дарья Христофоровна Ливен) (Riga, 17 dicembre 1785 – Parigi, 27 gennaio 1857), è stata una nobildonna tedesca.

## Biografia
Dorothea era figlia del generale Christoph von Benckendorff, governatore militare di Livonia, e di sua moglie, Anna Juliane von Schilling Cannstatt, Dorothea era la sorella dei generali russi Alexander e Konstantin von Benckendorff.
Nel 1797 sua madre morì all'estero, dove si trovava per motivi di salute. Insieme alla sorella Maria, Dorothea andò sotto le cure dell'imperatrice Maria Feodorovna.
Venne educata all'Istituto Smol'nyj, ricevendo la migliore educazione al tempo. Era in grado di parlare e leggere in quattro lingue e aveva studiato musica e danza. Dopo gli studi, sua sorella Maria sposò il generale Ivan Egorovič Ševič. Entrambe divennero damigelle d'onore.

## Matrimonio
In seguito l'imperatrice iniziò a cercare uno sposò adatto a lui. La prima scelta cadde su Aleksej Andreevič Arakčeev ma Dorothea inorridì all'idea.
Sposò, il 24 febbraio 1800, il conte (poi principe) Christoph von Lieven. Le madri degli sposi erano entrambe damigelle d'onore e amiche intimi dell'imperatrice Maria Feodorovna. Ebbero sei figli:
- Magdalena (1804-1805)
- Alexander (1805-1885)
- Paul (1806-1866)
- Kostantin (1807-1838)
- George (1819-1835)
- Arthur (1825-1835)

Durante i primi anni di matrimonio vissero una vita spensierata a San Pietroburgo. Dove c'era la famiglia reale c'erano anche loro. Mentre suo marito si dedicava alla sua carriera militare, Dorothea conduceva una divertente vita sociale, ballava e flirtava. Ebbe una relazione con il granduca Konstantin Pavlovič.
Nel 1809 suo marito venne nominato ambasciatore a Berlino. A Berlino, Dorothea acquistò una certa notorietà come padrona di casa nei salotti letterari e politici. Per lei la Prussia sembrava un piccolo e noioso Stato e si dedicò alla crescita dei figli. Sperava che il loro soggiorno a Berlino sarebbe stato di breve durata.
Il 30 giugno 1812 ritornano a San Pietroburgo, dove alla fine di ottobre 1812 partirono per Londra. A Londra, Dorothea coltivò amicizie con gli statisti più importanti del suo tempo. Era anche noto che avesse avuto una relazione con Lord Palmerston, anche se non vi è alcuna prova certa. Era un'intima amica di Lord Castlereagh, e fu una delle prime persone ad esprimere preoccupazioni circa il suo sempre più strano comportamento nelle settimane che portò al suo suicidio.
Durante quel periodo, scoprì il suo talento per la politica. Nonostante la sua natura apparentemente frivola, aveva una profonda fede religiosa e disapprovava la pena di morte.

## Carriera politica
Nel 1825 lo zar Alessandro I le affidò una "missione segreta" per il governo britannico.
La missione dello Zar segnò il debutto di Dorothea come diplomatico nel suo pieno diritto. Durante il periodo in Inghilterra (1812-1834), Dorothea giocò un ruolo fondamentale nella nascita della moderna Grecia e diede un contributo notevole alla creazione dell'attuale Belgio.
Alla fine delle guerre napoleoniche, accompagnò il marito al Congresso di Vienna, dove si contendeva il titolo di "First Lady" con la Duchessa di Sagan e la principessa Katharina Bagration.
Nel 1834 lo zar Nicola I nominò suo marito rappresentante dello zarevic, durante un periodo di relazioni diplomatiche negative tra la Russia e la Gran Bretagna; nonostante la sua residenza a Londra, Dorothea venne nominata damigella d'onore dell'imperatrice Alexandra e perciò, dopo vent'anni, dovette lasciare Londra.
Arrivata in Russia due dei figli più giovani morirono improvvisamente. Questa tragedia e la sua salute in declino costrinsero Dorothea a lasciare la sua terra natale e stabilirsi a Parigi.

### Parigi e Guizot
In una città dove i salotti servivano come unico scopo sociale e politico, quello di Dorothea era conosciuto come "il posto di ascolto / osservazione d'Europa". Nel 1837 lei e François Guizot iniziarono una stretta collaborazione personale che durò fino alla morte della principessa: si sosteneva che fosse il più grande, e forse unico, vero amore della sua vita.
Durante la guerra di Crimea (1854-1856), Dorothea agì come un condotto informale e di fiducia fra i belligeranti. Molto a suo fastidio, allo scoppio della guerra, a tutti i russi venne ordinato di lasciare la Francia perciò si stabilì per un certo tempo a Bruxelles, che detestava. Alla fine tornò a Parigi senza permesso.

## Morte
Morì serenamente nella sua casa a Parigi, il 27 gennaio 1857. Fu sepolta, secondo il suo desiderio, nella tenuta di famiglia Lieven, a Mežotne (nei pressi di Jelgava) accanto ai suoi due figli che erano morti a San Pietroburgo.